# Pseudeuchlora kafebera
Pseudeuchlora kafebera là một loài bướm đêm trong họ Geometridae.